# Eospirifer
Eospirifer is een monotypisch geslacht van uitgestorven brachiopoden, dat voorkwam van het Midden-Siluur tot het Vroeg-Devoon.

## Beschrijving
Deze 2,5 tot drie centimeter lange brachiopode kenmerkt zich door een bijna ovaal oppervlak met zeer fijne ribben. Het heeft bolvormige kleppen met een brede plooi. Het armskelet is spiraalvormig.

## Soorten
- Eospirifer radiatus
- Eospirifer dasifiliformis
- Eospirifer lachrymose
- Eospirifer praecursor